# Nico Perrey
Nico Perrey (Herford, 1994. február 2. –) német korosztályos válogatott labdarúgó, aki jelenleg a Hessen Kassel játékosa.

## Statisztika
| Klub információ       | Klub információ       | Klub információ       | Bajnokság | Bajnokság | Kupa      | Kupa      | Nemzetközi | Nemzetközi | Összesen | Összesen |
| Szezon                | Klub                  | Bajnokság             | Mérk.     | Gól       | Mérk.     | Gól       | Mérk.      | Gól        | Mérk.    | Gól      |
| Németország           | Németország           | Németország           | Bajnokság | Bajnokság | DFB-Pokal | DFB-Pokal | UEFA       | UEFA       | Összesen | Összesen |
| --------------------- | --------------------- | --------------------- | --------- | --------- | --------- | --------- | ---------- | ---------- | -------- | -------- |
| 2012–13               | Bayer Leverkusen II   | Regionalliga West     | 21        | 0         | 0         | 0         | 0          | 0          | 21       | 0        |
| 2013–14               | Bayer Leverkusen II   | Regionalliga West     | 22        | 0         | 0         | 0         | 0          | 0          | 22       | 0        |
| 2014–15               | Hessen Kassel         | Regionalliga Südwest  | 17        | 0         | 0         | 0         | 0          | 0          | 17       | 0        |
| Összesen              | Németország           | Németország           | 60        | 0         | 0         | 0         | 0          | 0          | 60       | 0        |
| Karrier teljesítménye | Karrier teljesítménye | Karrier teljesítménye | 60        | 0         | 0         | 0         | 0          | 0          | 60       | 0        |

## Sikerei, díjai
- Németország U17
  - U17-es labdarúgó-Európa-bajnokság ezüstérmes: 2011
  - U17-es labdarúgó-világbajnokság bronzérmes: 2011